# Rosa Blasi
Rosa Blasi, född 19 december 1972 i Chicago, Illinois, är en amerikansk skådespelerska. Hon är mest känd för rollen som Luisa Delgado i dramaserien Strong Medicine som sändes ifrån 2000 till 2006 och Barb Thunderman i spelfilmsserien The Thundermans. Hon spelar även Ronnie Cruz, mamma till Kaylie, i serien Make it or break it. 